# Vesztergombi pincészet
A Vesztergombi pince a szekszárdi borvidék egyik legismertebb pincészete, Szekszárd határában, a Pécs felé tartó 6-os főút szomszédságában.

## Leírása
Más, részvénytársasági, vagy kft formájában működő pincészetektől eltérően családi vállalkozás (1992-ben alakult betéti társaság), amin a pincészet honlapja szerint nem is kívánnak változtatni. A pincészet húsz hektáron gazdálkodik, amely öt különböző dűlőben helyezkedik el. Az ültetvények fele nagyüzemi telepítésű, ezek 30-40 éves szőlők, a másik fele 3-6 éves telepítés szigorú terméskorlátozással.
Ültetvényeik helye: Leányvár, Hidaspetre, Kerékhegy, Porkoláb-völgy, Várdomb .
Szőlőfajtái: Kékfrankos, Cabernet Sauvignon, Merlot, Cabernet Franc, Pinot Noir, Ezerfürtű, Kadarka
Borfajtái: Ezerfürtű, Rose (kékfrankosból, kadarkával), kadarka, kékfrankos, Merlot (a Kerékhegyről), Cabernet sauvignon, Bikavér (kékfrankos, Cabernet Sauvignon, Merlot és kadarka házasítása), Turul Cuvée (60% Cabernet Franc és 40% Merlot házasítása).

## Évszázados családi hagyomány
A pincészet meghatározó borásza Vesztergombi Ferenc, aki 1970 óta űzi ezt a szakmát és 1993-ban az Év Borásza volt. 1996 óta dolgozik a pincészetnél fia, az ugyancsak borász Vesztergombi Csaba.
A családban több évszázados hagyomány a borászkodás. Erről a legkorábbi írásos emlék a 18. századból származik. Szekszárd első hegybírája Vesztergombi György volt.

## Külső hivatkozás
- A pincészet honlapja
- Térkép Szekszárd központjában lévő borházukhoz Archiválva 2006. december 30-i dátummal a Wayback Machine-ben